# Вагнєр Вікторія Олександрівна
Вікторія Олександрівна Вагнєр (нар. 21 травня 1981, с. Георгіївка, Жарминський район, Семипалатинська область, Республіка Казахстан) — український лікар, політик. Народний депутат України 9-го скликання.

## Життєпис
Закінчила Херсонське базове медичне училище (фах — фельдшер-акушер), Харківський національний університет ім. В. Н. Каразіна (спеціальність «Лікувальна справа»), інтернатуру (спеціальність «Акушерство та гінекологія») на базі Комунального закладу «Міська клінічна лікарня ім. О. С. Лучанського». Навчається в Херсонському національному технічному університеті (факультет «Публічне управління та адміністрування»).
Головний лікар у комунальному закладі «Обласна лікарня відновного лікування» Херсонської обласної ради.
У 2015 році — кандидат у депутати Херсонської облради від БПП. Безпартійна. Директор КНСП «Оберіг» ХОР.
Член виконкому Херсонського міськради.
Кандидат у народні депутати від партії «Слуга народу» на парламентських виборах у 2019 році (виборчий округ № 183, Корабельний район, частина Дніпровського, частина Суворовського районів м. Херсона з населеними пунктами Дніпровської, Суворовської та Корабельної районних у м. Херсоні рад, Білозерський район). На час виборів: головний лікар КЗ «Обласна лікарня відновного лікування» Херсонської облради, безпартійна. Проживає в м. Херсоні.
Член Комітету Верховної Ради з питань здоров'я нації, медичної допомоги та медичного страхування.
Чоловік — Ковальов Владислав Вікторович (1984—2014) — солдат, Міністерство внутрішніх справ України, учасник російсько-української війни.